# El Pajaral, Tabasco
El Pajaral är en ort i Mexiko.   Den ligger i kommunen Centla och delstaten Tabasco, i den sydöstra delen av landet, 700 km öster om huvudstaden Mexico City. El Pajaral ligger 5 meter över havet och antalet invånare är 189.
Terrängen runt El Pajaral är mycket platt. Runt El Pajaral är det ganska glesbefolkat, med 32 invånare per kvadratkilometer. Närmaste större samhälle är Frontera, 6,0 km nordost om El Pajaral. Trakten runt El Pajaral består huvudsakligen av våtmarker.